# Petter Karlsson
Petter Karlsson "Duke of Drums" nació el 31 de mayo de 1977 es multinstrumentista Sueco. Conocido por haber sido baterista en el grupo de metal sinfónico "Therion" desde 2004 y tras su primer año con el grupo se le nombró miembro permanente, en el 2008 decidió abandonar Therion para formar su propio grupo donde es cantante Holocoaster. Petter toca la Batería, Bajo, Guitarra.

## Principios
Petter Karlsson nació en Karlsborg, Suecia. A la edad de 14 años grabó su primer disco para "Guitar Heroes of Sweden" el cual es ahora llamado Conspiracy, Petter tocó con Conspiracy en un festival sueco "Ungt Forum" nombrando así como el músico del año por el periódico SLA. Se mudó a Estocolmo, la capital de Suecia para continuar con su carrera musical.
Se sabe que fue vocalista en Kajar con el cual compitió en "Musik Direkt"; tocó en vivo para la televisora nacional de Suecia.

## Therion
Petter Karlsson audicionó para Therion como suplente en 2004 y al poco tiempo fue nombrado miembro permanente de Therion. 
En el 2006, Therion lanzó en DVD y álbum de estudio "Celebrators of Becoming".
Petter contribuyó como cocompositor en el álbum Gothic Kabbalah, tocando las melodías y ritmos en 5 canciones, cantante principal en 2 canciones y grabó coros para todas las canciones del álbum mismo. Aparece nuevamente en el DVD The Misclok Experience.
Therion decide hacer un DVD musical tras el gran pedido de Gothic Kabbalah y nace así Live Gothic, en el cual Petter editó la mezcla de sonido. En 2008, Petter se retira de Therion.
En el 2010 Karlsson escribe la canción "Hellequin" con la letra de Thomas Karlsson, y es cantante principal en "2012" para el álbum Sitra Ahra que fue publicado el 17 de septiembre de 2010.

## Holocoaster
Holocoaster nace como un proyecto musical donde Petter pone su creatividad y estilo sin presión. Holocoaster fue nombrado en una revista Sueca y calificado como excitante. El álbum sigue en proceso.

## Diablo Swing Orchestra
En el 2010, Petter fue nombrado como miembro permanente en el grupo musical de Avant-Garde Metal, Metal Sinfónico Diablo Swing Orchestra. Haciendo gira en Inglaterra, Rusia, Holanda, México, República Checa y Ucrania

## Snowy Shaw
Petter Karlsson tocó la batería y cantó para el show de Snowy Shaw el 3 de noviembre en Varberg, mismo concierto que fue filmado para Snowy Shaw’s Live DVD/CD "The Liveshow" que fue lanzando a mitades del 2014.

## Discografía
| Grupo                  | Álbum                                   | Contribución                                                                             | Tipo                               | Año         |
| ---------------------- | --------------------------------------- | ---------------------------------------------------------------------------------------- | ---------------------------------- | ----------- |
| Therion                | Gothic Kabbalah                         | Batería, Vocalista, Guitarra, Cocompositor, Coro                                         | Studio album                       | 2007        |
| Therion                | Live Gothic                             | Batería, Ingeniero en Sonido                                                             | Musical DVD (live)                 | 2008        |
| Therion                | The Miskolc Experience                  | Batería, Ingeniero en Sonido                                                             | Musical DVD (live, with orchestra) | 2009        |
| Therion                | Sitra Ahra                              | Coescritor de "Hellequin", Vocalista principal en la canción "2012"                      | Studio album                       | 2010        |
| Distorted Wonderland   | Distorted Wonderland                    | Batería                                                                                  | Studio album                       | 2011        |
| Diablo Swing Orchestra | Pandora's Piñata                        | Batería, Percusión                                                                       | Studio album                       | 2012        |
| Therion                | Adulruna rediviva and beyond            | Batería                                                                                  | DVD Musical (en vivo)              | 2014        |
| Kings & Dreams         | Kings & Dreams                          | Batería                                                                                  | Studio album                       | 2014        |
| Holocoaster            | desconocido                             | Vocalista principal, Compositor, Productor, Ingeniero en Sonido, Batería, Bajo, Guitarra | Studio album                       | desconocido |
| Snowy Shaw             | Dusk                                    | Batería                                                                                  | Single                             | 2014        |
| Snowy Shaw             | Snowy Shaw’s Live DVD/CD "The Liveshow" | Vocal y Batería                                                                          | DVD/CD en vivo                     | 2014        |